# Влагалищные своды
Влага́лищные своды (лат. fornix vaginae, PNA, BNA, JNA) — полые сводчатые углубления, образованные стенками задней части влагалища вокруг влагалищной части шейки матки. Различают четыре свода: передний (расположенный впереди шейки), задний (сзади шейки, см. также ПМУ), а также два боковых (латеральных) — правый и левый. Задний свод влагалища длиннее переднего. Он также играет важную роль в репродуктивном процессе, так как по окончании полового сношения в нём скапливается семенная жидкость, которая затем, разжижаясь, попадает в наружное отверстие канала шейки, а оттуда и в саму полость матки. В заднем своде в ходе бимонуального исследования можно будет отследить боль и раздражение в этой зоне,там же проводится пункция ооцитов в процедуре эко.Кроме этого, предположительно, в точках окончания сводов расположено несколько малоизученных эрогенных зон женщины, таких как точка А и оконечность ПМУ. Передний свод для диагностики болезненность мочевого пузыря.Эрогенная зона переднего свода может быть простимулирована головкой полового члена в миссионерской позиции, а также мануально. Задняя — в позиции по-собачьи. Тем не менее, в обоих случаях рекомендуется проявлять осторожность, так как контакт с шейкой матки многим женщинам причиняет боль.Боковые своды для пальпации придатков.

## Хирургия
При диагнозе внематочная беременность проводится пункция заднего свода влагалища.